# István Szent-Iványi
István Csaba Szent-Iványi (n. 12 noiembrie 1958, Kecskemét, Ungaria) este un om politic maghiar, membru al Parlamentului European în perioada 2004-2009 din partea Ungariei.